# Ichneumon australis
Ichneumon australis là một loài tò vò trong họ Ichneumonidae.